# Една Меј Оливер
Една Меј Оливер (енгл. Edna May Oliver) је била америчка глумица, рођена 9. новембра 1883. године у Молдену, а преминула 9. новембра 1942. године у Малибуу.

## Филмографија
| Улоге Една Меј Оливер |                      |               |                      |          |
| Година                | Српски назив         | Изворни назив | Улога                | Напомена |
| 1931.                 | Симарон              |               | госпођа Трејси Вајат |          |
| 1940.                 | Гордост и предрасуда |               | леди Кетрин де Бург  |          |